# Lilo & Stitch (film)
Lilo och Stitch är en amerikansk animerad film från 2002, producerad av Walt Disney Pictures.

## Handling
Den klonade utomjordingen experiment 626 blir på planeten Turo förvisad till exil av Förenade Galaktiska Federationen. När han fraktas till en asteroid ombord på ett fångstskepp lyckas han rymma och beger sig till lilla Hawaii på Jorden. Där blir han överkörd av en lastbil och misstas för en hund. Han blir såld till den lilla Hawaiianska flickan Lilo, som mest av allt på jorden önskar sig en vän. Lilo döper 626 till Stitch. Stitch visar sig vara en busig liten varelse men får också lära sig att förstå begreppet "Ohana" (familj) och han och Lilo ger sig ut på äventyr ihop.
Förenade Galaktiska Federationen anser dock att Stitch är en fara för allmänheten på Jorden, varpå de skickar alienfigurerna Jumba och Pleakly för att fånga in Stitch igen, något som Lilo försöker stoppa till varje pris.

### Stitch
Stitch är en utomjording som senare tas för att vara en hund. Han ser ut som en blå koala med två långa kaninliknande öron, två svarta stora ögon och en tjock nos. Han har en vikt på 65 kilo och pratar även det annorlunda språket Tantalog. Han har förmågan att dra ut två extraarmar, två antenner och tre piggar från sin kropp.

## Om filmen
Filmen hade biopremiär den 21 juni 2002 i USA och den 6 september 2002 i Sverige.
Den svenska popgruppen A-Teens sjöng ledmotivet, som i sin tur var en cover på Elvis Presleys "Can't Help Falling in Love".
Filmen har fått en uppföljare vid namn Stitch! - Experiment 626 som släpptes den 26 augusti 2003. Detta följdes av en TV-serie vid namn Lilo & Stitch som producerades mellan år 2003-2006. En annan uppföljare vid namn Lilo & Stitch 2 hade premiär den 30 augusti 2005. En tredje och sista uppföljare vid namn Leroy & Stitch släpptes den 27 juni 2006 som en avslutning till TV-serien.

## Rollista
| Figur                                                | Engelsk originaldubb     | Svensk originaldubb |
| ---------------------------------------------------- | ------------------------ | ------------------- |
| Lilo Pelekai                                         | Daveigh Chase            | Sandra Kassman      |
| Genetiskt experiment 626/Stitch                      | Chris Sanders            | Andreas Nilsson     |
| Nani Pelekai                                         | Tia Carrere              | Anna-Lotta Larsson  |
| Dr. Jumba Jookiba                                    | David Ogden Stiers       | Stefan Ljungqvist   |
| Agent Wendy Pleakley                                 | Kevin McDonald           | Jonas Inde          |
| Cobra Bubbles                                        | Ving Rhames              | Bengt Skogholt      |
| Högsta rådsdamen av Förenade Galaktiska Federationen | Zoe Caldwell             | Evabritt Strandberg |
| Kapten Gantu                                         | Kevin Michael Richardson | Ewert Ljusberg      |
| David Kawena                                         | Jason Scott Lee          | Johan Svensson      |
| Moses Puloki                                         | Kunewa Mook              | Roger Storm         |
| Mildred Pearl "Mertle" Edmonds                       | Miranda Paige Walls      | Blenda Nyman        |
| Elena                                                | Jillian Henry            |                     |
| Teresa                                               | Kali Whitehurst          |                     |
| Yuki                                                 | Lili Ishida              |                     |